# Radio Donnersberg
Radio Donnersberg war ein regionaler Hörfunksender in Rheinland-Pfalz mit Sitz in der Stadt Kirchheimbolanden. Das Sendegebiet war der Donnersbergkreis.
Die Lizenz für den Sender wurde am 13. Mai 1991 erteilt, zunächst war der Sender nur im Kabelnetz vertreten. Erst 1994 erhielt man die terrestrische Frequenz 97,1 MHz für Kirchheimbolanden. Später kamen mit der 87,6 MHz in Rockenhausen und 94,8 MHz in Eisenberg zwei weitere Frequenzen dazu. Füllsender in Obermoschel und Winnweiler waren geplant, wurden aber nicht mehr in Betrieb genommen.
Am 2. Januar 2003 stellte Radio Donnersberg den Sendebetrieb ein. Die Frequenzen wurden von Rockland Radio übernommen.